# 동경의 황혼
《동경의 황혼》(일본어: 東京暮色)은 1957년 개봉한 일본의 드라마 영화이다. 오즈 야스지로가 감독과 공동각본을 맡았다.